# Полиакрилонитрил

Структура полиакрилонитрила

Полиакрилонитрил (-CH2-CH(CN)-)n — полимер акрилонитрила, в промышленности используется полимер с молекулярной массой 30-100 кДа, плотностью 1.14-1.17 г/см3. Температура стеклования ~85-90 °C, разложения ~250 °C.
Полиакрилонитрил нерастворим в неполярных и малополярных растворителях (углеводороды, спирты), растворим в полярных апротонных растворителях (диметилформамиде, диметилсульфоксиде), водных растворах электролитов с высокой ионной силой (50-70 % растворах роданидов аммония, калия, натрия, бромида лития, хлорида цинка), с гидролизом нитрильной группы — в водных растворах сильных кислот.
Широко применяется в производстве прочных термически стойких волокон, а также в качестве сополимера в производстве дивинилнитрильного каучука.

## Синтез и производство
Полиакрилонитрил в промышленности получают гомогенной (в водных растворах электролитов) либо гетерогенной (в водных эмульсиях) радикальной полимеризацией акрилонитрила.
При гомогенной полимеризации в качестве растворителя используют водные растворы хлорида цинка или роданида натрия, в качестве инициатора полимеризации чаще всего применяется 2,2'-азо-бис-изобутиронитрил. Скорость процесса существенно зависит от растворителя: так, если в водном растворе хлорида цинка длительность синтеза составляет 1—1,5 часа, то в диметилформамиде — 12—18 часов, растворители должны быть очищены от примесей, вызывающих обрыв цепи. Процесс ведут до степени конверсии мономера в 50—70 %, непрореагировавший акрилонитрил удаляют из реакционной смеси, при этом получается полимер с относительно узким молекулярно-массовым распределением.
Преимуществом гомогенной полимеризации является возможность непосредственного использования полученного раствора полиакрилонитрила для формирования полимерных волокон.
В случае гетерогенной полимеризации в качестве исходной реакционной смеси используется водная эмульсия акрилонитрила с содержанием 12—25 % мономера, в качестве инициатора полимеризации — персульфат аммония. Особенностью этого процесса, отличающего его от суспензионной полимеризации водонерастворимых мономеров (например, винилхлорида), является достаточно высокая растворимость акрилонитрила в воде (~7 %), что ведёт к тому, что в присутствии водорастворимого инициатора полимеризация идёт не только на поверхности капель мономера, но и в водном растворе. Это приводит к самоускорению процесса вплоть до степени конверсии ~20 % и образованию полимера с широким молекулярно-массовым распределением, полимеризацию завершают при степени конверсии акрилонитрила в 60—80 %, после чего полимер выделяется из суспензии, промывается и сушится.
По сравнению с гомогенным процессом при гетерогенной полимеризации получается полимер с более высокой средней молекулярной массой, при этом, за счет растворимости в акрилонитриле сомономеров, нерастворимых в условиях гомогенного процесса, можно более широко варьировать состав получаемых сополимеров.
Практически весь производимый полиакрилонитрил используется для получения полиакрилонитрильных волокон.

## Полиакрилонитрильные волокна
Полиакрилонитрильные волокна нитрон (в СССР), Orlon (DuPont), Dralon (Dralon GmbH) получают из полиакрилонитрила или из сополимеров акрилонитрила с другими виниловыми мономерами (метакрилатом, винилацетатом и др.). Волокна формуют из раствора сухим или мокрым способом. В основном нитрон вырабатывают в виде штапельного волокна.
Полиакрилонитрильные волокна обладают достаточно высокой прочностью (разрывное напряжение 250—400 МПа), которую можно увеличить при дополнительном вытягивании, и сравнительно большой растяжимостью (22—35 %). Благодаря низкой гигроскопичности эти свойства во влажном состоянии не изменяются.
Нитроновые волокна имеют максимальную светостойкость. В условиях комбинированного воздействия, солнечного света, дыма, копоти, воды, кислот и т. п., в которых гидратцеллюлозные волокна полностью разрушаются, полиакрилонитрильные волокна теряют прочность всего на 15 %. Эти волокна характеризуются также высокой термостойкостью: в процессе длительного выдерживания при температуре 120—130° С они практически не изменяют своих свойств.
К недостаткам полиакрилонитрильных волокон следует отнести их низкую гигроскопичность, сравнительно большую жесткость и малую устойчивость к истиранию.
Нитроновые волокна имеют шерстоподобный вид, низкую теплопроводность, показатели которой близки к теплопроводности шерсти. Они обладают инертностью к загрязнителям, поэтому изделия из них легко очищаются. Используются нитроновые волокна главным образом как заменители шерсти при производстве ковров, искусственного меха, как теплоизоляционный материал и добавка к шерстяным волокнам.
Для изменения свойств волокон используют различные методы модификации, в частности синтез сополимеров, синтез привитых сополимеров, формование из смеси полимеров. В результате модификации улучшается окрашиваемость, повышается гидрофильность, эластичность волокон, устойчивость их к истиранию и многократным деформациям.

## Пиролиз полиакрилонитрила
Полиакрилонитриловое волокно также является сырьём для производства углеволокна путём окислительного пиролиза и стабилизации в инертном газе. Однако данный способ слабо оправдан экономически из-за дороговизны полиакрилонитрила, а также экологически - из-за выделения чрезвычайно токсичных веществ.
Процесс проводят в две стадии: первая — нагрев на воздухе при 180—300°. При этом происходит поглощение кислорода и при температуре ~220 °C выделение воды и аммиака и далее при ~270 °C — синильной кислоты. В ходе этой стадии окислительного пиролиза происходит внутримолекулярная и межмолекулярная циклизация, в результате внутримолекулярной циклизации возникают участки полимера с лестничной структурой, межмолекулярная циклизация приводит к сшивке цепей линейного полимера с образованием черного пространственно-сшитого полимера, который, в отличие от исходного полиакрилонитрила, неплавок и нерастворим.
На второй стадии полученный в результате окислительного пиролиза сшитый полимер нагревают до 1000—2000 °C в среде инертного газа, получая углеволокно.